# Гофман, Генрих Фердинанд
Генрих Фердинанд Гофман (нем. Heinrich Ferdinand Hofmann; 1824—1911) — немецкий исторический живописец, художник-иллюстратор и педагог; кавалер  ордена Альбрехта.

## Биография
Генрих Фердинанд Гофман родился 19 марта 1824 года в городе Дармштадте. Отец Генрих Карл Гофман (1795-1845) был журналистом, мать Софи Гофман  (урождённая Volhard; 1798–1854); оба в той или иной степени имели отношение к искусству. Генрих Гофман, как и его четыре брата,  с детства проявил художественный талант, однако он стал единственным из своего поколения, кто сделал живопись своей профессией. 

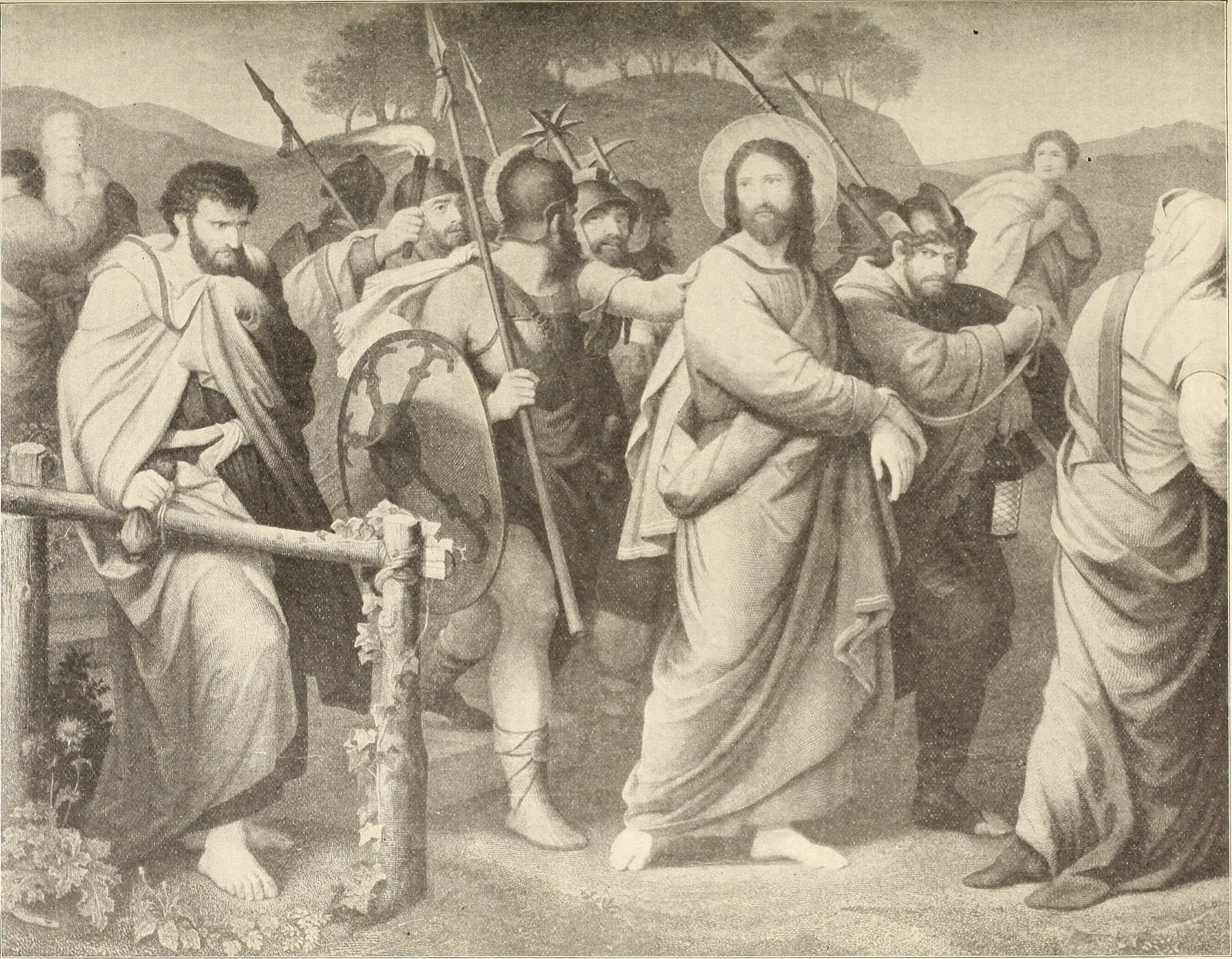
Пленение Спасителя в Гефсиманском саду

Обучался искусству рисования сперва в родном городе у гравёра Эрнста Рауха (нем. Ernst Rauch), затем совершенствовал художественное мастерство у  Фердинанда Теодора Хильдебрандта и Фридриха Вильгельма фон Шадова в Дюссельдорфской академии художеств.
По окончании которой много путешествовал в поисках вдохновения; посетил Нидерланды, Бельгию и Париж; жил попеременно в Мюнхене, Дармштадте и Риме.
С 1862 года вместе с супругой Элизабет Вернер (нем. Elisabeth Werner), на которой женился в 1858 году, поселился в Дрездене, где занял должность профессора в местной Академии художеств.
Из работ кисти Гофмана, отличающихся тонким чувством красоты, сильным колоритом и старательным исполнением, русский искусствовед Андрей Иванович Сомов назвал лучшими следующие полотна: «Ромео и Джульетта» (1847), «Энцио в темнице», «Пленение Спасителя в Гефсиманском саду», «Отелло и Дездемона», «Блудница пред Христом» и «Проповедь Христа на Генисаретском озере».
Большинство его картин, еще при жизни автора, заняли почётное место в художественных галереях Германии.
Генрих Фердинанд Гофман умер бездетным 23 июня 1911 года в городе Дрездене.